# 金園町四丁目站
金園町九丁目站（日语：／ Kanazonochō-yonchōme eki */?）是位於岐阜縣岐阜市金園町4丁目，名古屋鐵道美濃町線的電車站（廢站）。

## 歷史
在1950年（昭和25年）4月1日，美濃町線的走線曾經進行改變，在新走線徹明町站至梅林站之間於同年9月10日開設此站。在車站啟用時名為金園町站，在1965年（昭和40年）改名為金園町四丁目站。
- 1950年（昭和25年）
  - 4月1日 - 美濃町線的走線變更，新走線連接徹明町站至梅林站之間[1]。
  - 9月10日 - 在新線上開設金園町站[2]。
- 1965年（昭和40年）11月21日 - 車站改名為金園町四丁目站[2]。
- 2005年（平成17年）4月1日 - 美濃町線全線廢除，此站也同時廢除[3]。

## 電車站構造
截至電車站廢除前，此站是地面車站，設有2面2線的相對式月台。兩個乘車處都是斜對向的，分別前往不同方向。在兩個乘車處中間設有路口分隔。而乘車處是位於道路上，沒有安全地帶，只有被稱為「Green Belt」的路面範圍（在該處路面會塗上綠色塗裝）。

### 配線圖
| ← 徹明町方向    | 梅林站 站內配線略圖 | → 日野橋方向 |
| 图例 参考文献： |                     |              |

## 電車站周邊
- Hotel Sports Palko
- 梅林郵局
- 瑞龍寺（日语：瑞龍寺 (岐阜市)）

## 相鄰電車站
名古屋鐵道
■美濃町線
徹明町－金園町四丁目－梅林

## 注腳
1. ↑  名古屋鉄道広報宣伝部（編）. . 名古屋鐵道. 1994: 984 （日语）.
2. 1 2  . 鄉土出版社. 1997: 219–230. ISBN 4-87670-097-4 （日语）.
3. ↑  今尾惠介（監修）.  7 東海. 新潮社. 2008: 51–52. ISBN 978-4-10-790025-8 （日语）.
4. ↑  川島令三. . 名古屋北部・岐阜篇 1. 草思社. 1997: 176. ISBN 4-7942-0796-4 （日语）.
5. ↑  電氣車研究會，《鐵道畫刊》通卷第473號 1986年12月 臨時增刊号 「特集 - 名古屋鐵道」，附圖「名古屋鐵道路線略圖」